# Чебрець садовий
Чебрець садовий (Thymus vulgaris) — вид рослин родини глухокропивові (Lamiaceae), поширений у західному Середземномор'ї.

## Опис
Багаторічна рослина з прямими стеблами до 20 см і більше заввишки. Листки довжиною 3–8 мм, від лінійних до еліптичних, сіро-зелені. Квіти від світло-фіолетових до білуватих, довжиною 4–5 мм.

## Поширення
Поширений у західному Середземномор'ї: Марокко, Іспанія, Італія, Франція. Широко культивується.
Карликовий вічнозелений чагарник виявлений на сухих схилах, скелях, сухих стінах, кам'янистих берегах, грубо пасовищах і пустищах, а також ідентичних лісових місцевостях у середземноморських регіонах.

## Використання
Трав'яну речовину можна приготувати з усього листя та квітів. Рослина дуже багата ефірними оліями, антиоксидантами та антисептичними властивостями, що робить її цінним засобом при скаргах на проблеми з грудною кліткою і горлом. Ефірна олія також є одною з найважливіших, що використовується в ароматерапії. Листки й квіти є їстівними.

## Галерея

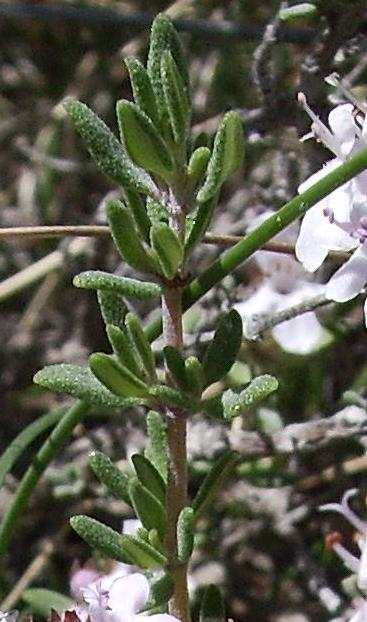
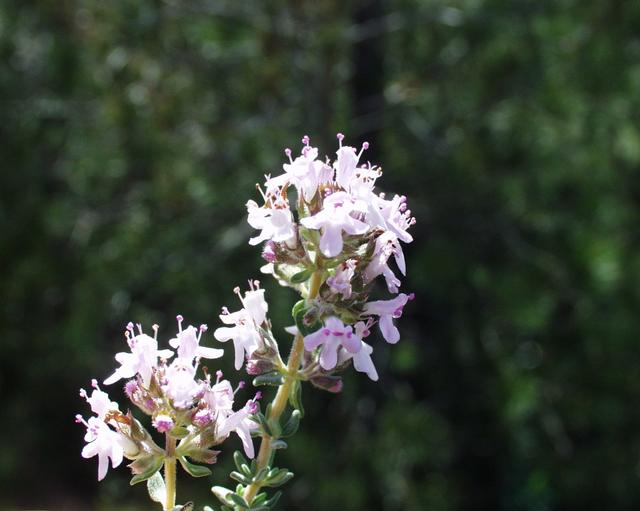
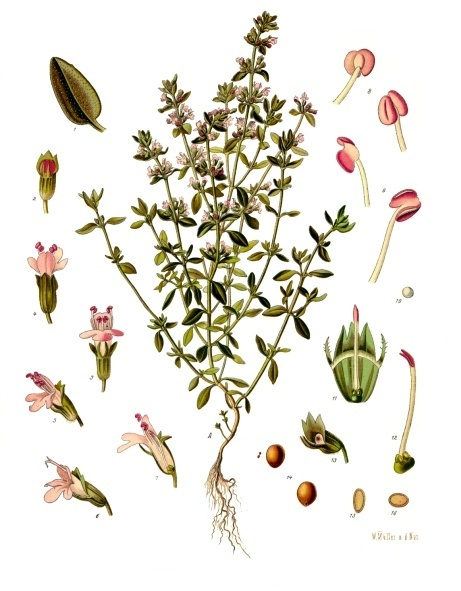